# Breezango
I Breezango sono stati un tag team di wrestling, attivo in WWE, formato da Fandango e Tyler Breeze.
Le loro gimmick individuali sono quelle di un ballerino per Fandango e di un amante dei selfie per Breeze, ma la loro gimmick come tag team (avuta dopo diversi mesi dalla loro formazione) è quella di due bizzarri personaggi amanti del fashion (interpretando varie gimmick come ad esempio dei poliziotti). A partire dal maggio del 2017 hanno ottenuto una certa notorietà a SmackDown Live grazie ai "Fashion Files", una rubrica comica in cui i due wrestler si ritrovano in situazioni comiche e bizzarre (a volte accompagnati dagli Ascension). Nel 2019 i due sono tornati ad NXT dove hanno vinto l'NXT Tag Team Championship (nel 2020), il loro primo titolo in WWE (con un regno durato 56 giorni).

## Storia

### Varie faide e The Fashion Police (2016–2017)
I Breezango si sono formati a seguito di varie vicissitudini tra Goldust e R-Truth, quando il primo ha cercato disperatamente di convincere il rapper a formare un tag team chiamato The Golden Truth. Successivamente i due avrebbero dovuto combattere in un torneo per decretare i contendenti nº1 al WWE Tag Team Championship detenuto dal New Day (Big E, Kofi Kingston e Xavier Woods) ma R-Truth è stato sostituito da Fandango senza un motivo apparente; Goldust e Fandango hanno dunque formato un tag team chiamato "GoldDango" e hanno affrontato i Vaudevillains (Aiden English e Simon Gotch) nei quarti di finale del torneo ma sono stati sconfitti ed eliminati. R-Truth, per ripicca, si è alleato con Tyler Breeze e i due hanno formato un tag team chiamato "The Gorgeous Truth". Quando però, nella puntata di SmackDown del 12 maggio, i GoldDango e i Gorgeous Truth si sono affrontati, Goldust e R-Truth hanno rifiutato a vicenda di colpirsi. Questo ha causato il turn heel di Fandango, che ha permesso a Breeze lo schienamento vincente. Da quel momento Breeze e Fandango si sono alleati, formando i Breezango e iniziando una faida con i neonati Golden Truth. Il duo formato dal "Prince Pretty" e dal ballerino debutta ufficialmente nella puntata di Raw del 16 maggio sconfiggendo proprio i Golden Truth a causa di un errore di R-Truth. Nella puntata di SmackDown del 26 maggio i Breezango trionfano ancora sui Golden Truth a causa di una scorrettezza di Tyler Breeze che ha colpito R-Truth (nonostante non avesse dato il tag a Fandango). Nella puntata di Raw del 30 maggio i Breezango sono stati sconfitti dagli Usos e, nel post match, sono stati attaccati da Goldust e R-Truth. Il 19 giugno nel Kick-off di Money in the Bank i Breezango sono stati sconfitti dai Golden Truth, i quali (delle ore prima del match) avevano letteralmente chiuso Tyler Breeze e Fandango nel loro lettino solare, facendoli entrare sul ring completamente scottati e guadagnando dunque un vantaggio non indifferente per l'incontro. Nella puntata di Raw dell'11 luglio i Breezango hanno avuto la meglio sui Lucha Dragons (Kalisto e Sin Cara).
Con la Draft Lottery avvenuta nella puntata di SmackDown del 19 luglio, i Breezango sono stati trasferiti nel roster di SmackDown. Nella puntata di Main Event del 22 luglio i Breezango sono stati sconfitti da Jack Swagger e Mark Henry. Il 24 luglio, nel Kick-off di Battleground, i Breezango hanno trionfato sugli Usos (Jimmy Uso e Jey Uso). Nella puntata di SmackDown del 26 luglio i Breezango hanno partecipato ad una Battle Royal per determinare uno dei sei sfidanti del Six-Pack Challenge match per determinare il contendente n°1 al WWE World Championship di Dean Ambrose ma sono stati eliminati da Kane. Nella puntata di Main Event dell'11 agosto i Breezango sono stati sconfitti dagli Hype Bros (Mojo Rawley e Zack Ryder). Nella puntata di SmackDown del 16 agosto i Breezango, i Vaudevillains (Aiden English e Simon Gotch) e gli Ascension (Konnor e Viktor) sono stati sconfitti dagli American Alpha (Chad Gable e Jason Jordan), gli Usos e gli Hype Bros in un 12-Man Tag Team match. La scena si è ripetuta nel Kick-off di SummerSlam quando i Breezango, gli Ascension e i Vaudevillains sono stati sconfitti dagli Hype Bros, gli Usos e gli American Alpha in un altro 12-Man Tag Team match. Nella puntata di SmackDown del 23 agosto è stato annunciato lo SmackDown Tag Team Championship e, per questo motivo, è stato indetto un torneo per decretare i due team che si affronteranno l'11 settembre a Backlash. Quella stessa sera i Breezango hanno affrontato gli American Alpha nei quarti di finale ma sono stati sconfitti ed eliminati. Nella puntata di Main Event del 22 settembre i Breezango sono stati sconfitti dagli SmackDown Tag Team Champions Heath Slater e Rhyno. Dopo un periodo di assenza, i Breezango sono ritornati nella puntata di Main Event del 4 novembre dove sono stati nuovamente sconfitti da Heath Slater e Rhyno. Nella puntata di SmackDown dell'8 novembre i Breezango hanno adottato la gimmick di due poliziotti e hanno sconfitto i Vaudevillains, entrando dunque a far parte del Team SmackDown per Survivor Series, effettuando di fatto un turn face. Nella puntata di Main Event del 17 novembre i Breezango hanno sconfitto nuovamente i Vaudevillains. Il 20 novembre a Survivor Series i Breezango hanno preso parte al 10-on-10 Traditional Survivor Series Tag Team Elimination match come parte del Team SmackDown contro il Team Raw, ma sono stati eliminati dal New Day (Big E e Kofi Kingston), mentre il Team Raw ha vinto l'incontro. Nella puntata di SmackDown del 22 novembre i Breezango hanno partecipato ad un Tag Team Turmoil match, come heel, per decretare i contendenti n°1 allo SmackDown Tag Team Championship di Heath Slater e Rhyno ma sono stati eliminati dagli American Alpha. Nella puntata di SmackDown del 13 dicembre i Breezango hanno partecipato ad una Battle Royal che comprendeva anche gli American Alpha, gli Ascension, Heath Slater e Rhyno, gli Hype Bros e i Vaudevillains ma sono stati eliminati, mentre gli Hype Bros si sono aggiudicati la contesa, diventando i contendenti n°1 allo SmackDown Tag Team Championship. Nella puntata di SmackDown del 3 gennaio 2017 i Breezango sono stati sconfitti dai WWE SmackDown Tag Team Champions, gli American Alpha, in pochissimo tempo. Nella puntata di SmackDown del 24 gennaio i Breezango hanno partecipato ad una Battle Royal per guadagnare un posto nel Royal Rumble match del 2017 ma sono stati eliminati da Mojo Rawley. Nella puntata di SmackDown del 7 febbraio gli American Alpha, i Breezango, come face, e Heath Slater e Rhyno sono stati sconfitti dagli Ascension, gli Usos e i Vaudevillains. Il 12 febbraio, ad Elimination Chamber, i Breezango hanno partecipato ad un Tag Team Turmoil match per lo SmackDown Tag Team Championship ma sono stati eliminati da Heath Slater e Rhyno. Nella puntata di SmackDown del 21 febbraio i Breezango sono tornati heel affrontando gli SmackDown Tag Team Champion, gli American Alpha, e venendo sconfitti. Nella puntata di SmackDown del 28 marzo i Breezango, gli Usos e Dolph Ziggler sono stati sconfitti dagli American Alpha, Heath Slater, Rhyno e Mojo Rawley. Il 2 aprile, nel Kick-off di WrestleMania 33, i Breezango hanno partecipato all'annuale André the Giant Memorial Battle Royal ma sono stati eliminati.

### The Fashion Files (2017–2018)
Nella puntata di SmackDown del 25 aprile i Breezango (che hanno effettuato contestualmente un turn face) hanno sconfitto gli Ascension (Konnor e Viktor) in un Beat the Clock Challenge match, diventando i contendenti n°1 allo SmackDown Tag Team Championship degli Usos (Jimmy Uso e Jey Uso). Successivamente, i Breezango hanno iniziato una loro personale rubrica comica chiamata "The Fashion Files", in cui i due "poliziotti" sono alle prese in situazioni tanto comiche quanto bizzarre. Nella puntata di SmackDown del 9 maggio i Breezango hanno sconfitto gli Ascension. Nella puntata di SmackDown del 16 maggio i Breezango hanno sconfitto i Colóns (Primo Colón e Epico Colón). Il 21 maggio, a Backlash, i Breezango hanno affrontato gli Usos per lo SmackDown Tag Team Championship ma sono stati sconfitti. Nella puntata di SmackDown del 23 maggio, dopo che rispettivamente Breeze e Fandango hanno sconfitto Jey e Jimmy Uso in due match singoli, i Breezango hanno affrontato gli Usos per lo SmackDown Tag Team Championship ma sono stati sconfitti. Nella puntata di SmackDown del 30 maggio i Breezango hanno sconfitto i Colóns. Nella puntata di SmackDown del 13 giugno i Breezango e Kofi Kingston e Xavier Woods del New Day hanno sconfitto i Colóns e gli Usos. Il 18 giugno, a Money in the Bank, i Breezango hanno sconfitto gli Ascension. Nella puntata di SmackDown del 4 luglio i Breezango hanno partecipato all'Indipendence Day Battle Royal per determinare il contendente n°1 allo United States Championship di Kevin Owens ma sono stati eliminati da Erick Rowan. Nella puntata di 205 Live del 12 settembre i Breezango hanno fatto un'apparizione speciale nello show dedicato alla divisione dei pesi leggeri di Raw dove hanno "arrestato" Drew Gulak. Nella puntata di SmackDown del 10 ottobre i Breezango hanno partecipato ad un Fatal 4-Way match che comprendeva anche gli Ascension, Chad Gable e Shelton Benjamin e gli Hype Bros (Mojo Rawley e Zack Ryder) per determinare i contendenti n°1 al SmackDown Tag Team Championship degli Usos ma il match è stato vinto da Benjamin e Gable. Il 19 novembre, nel Kick-off di Survivor Series, i Breezango sono stati sconfitti da Kevin Owens e Sami Zayn. Il 17 dicembre, a Clash of Champions, i Breezango sono stati pesantemente sconfitti dai Bludgeon Brothers (Harper e Rowan). Nella puntata di SmackDown del 26 dicembre i Breezango sono stati sconfitti dai Bludgeon Brothers per squalifica a causa dell'intervento degli Ascension. Nella puntata di SmackDown del 9 gennaio 2018 i Breezango hanno sconfitto Aiden English e Rusev. Nella puntata di SmackDown del 30 gennaio i Breezango sono stati sconfitti da Chad Gable e Shelton Benjamin. L'11 marzo, nel Kick-off di Fastlane, i Breezango e Tye Dillinger hanno sconfitto Chad Gable, Shelton Benjamin e Mojo Rawley. Nella puntata di SmackDown del 3 aprile i Breezango, Tye Dillinger e Zack Ryder sono stati sconfitti da Baron Corbin, Dolph Ziggler, Mojo Rawley e Primo Colón.
Con lo Shake-up del 16 aprile i Breezango sono passati al roster di Raw; quella stessa sera hanno sconfitto Cesaro e Sheamus. Nella puntata di Raw del 14 maggio i Breezango sono stati sconfitti dal B-Team (Bo Dallas e Curtis Axel). Nella puntata di Raw del 21 maggio i Breezango sono stati sconfitti nuovamente dal B-Team. Nella puntata di Raw del 4 giugno i Breezango hanno partecipato ad una Tag Team Battle Royal per determinare i contendenti n°1 al Raw Tag Team Championship di Bray Wyatt e Matt Hardy ma sono stati eliminati dai Revival (Dash Wilder e Scott Dawson). Nella puntata di Raw dell'11 giugno i Breezango sono stati sconfitti da Dolph Ziggler e Drew McIntyre. Nella puntata di Main Event del 20 giugno i Breezango sono stati sconfitti dagli Authors of Pain (Akam e Rezar). Nella puntata di Main Event del 27 giugno i Breezanzo e Bobby Roode hanno sconfitto Curt Hawkins e gli Ascension (Konnor e Viktor). In seguito, Fandango ha riportato un infortunio alla spalla che lo terrà fuori dalle scene per un tempo stimato di sei mesi.
Il 22 maggio 2019 Breeze è tornato nel territorio di sviluppo di NXT, segnando di fatto lo scioglimento del duo, comunque inattivo vista l'assenza di Fandango.

### NXT(2019–2021)
Nella puntata di NXT del 31 luglio 2019 Fandango tornò a sorpresa nello show salvando Tyler Breeze dai Forgotten Sons (Jaxson Ryker, Steve Cutler e Wesley Blake), riformando i Breezango. Nella puntata di NXT del 14 agosto i Breezango sconfissero poi Steve Cutler e Wesley Blake dei Forgotten Sons. Successivamente, venne annunciato il 22 dicembre che Fandango aveva subito un infortunio al braccio che lo avrebbe tenuto fuori dalle scene per un periodo imprecisato.
A seguito dell'infortunio di Fandango, Breeze tornò a lottare in singolo, entrando nella categoria dei pesi leggeri e debuttando a 205 Live il 10 gennaio 2020 sconfiggendo Tony Nese. Nella puntata di NXT del 15 gennaio Breeze partecipò ad un Triple Threat match che comprendeva anche Isaiah "Swerve" Scott e Lio Rush per determinare uno dei contendenti all'NXT Cruiserweight Championship di Angel Garza ma il match venne vinto da Scott. Nella puntata di NXT del 3 giugno i Breezango tornarono in azione vincendo un Triple Threat Tag Team match contro Bobby Fish e Roderick Strong dell'Undisputed Era e Danny Burch e Oney Lorcan diventando i contendenti n°1 all'NXT Tag Team Championship. Nella puntata di NXT del 17 giugno i Breezango affrontarono l'Imperium (Fabian Aichner e Marcel Barthel) per l'NXT Tag Team Championship ma  vennero sconfitti. L'8 luglio, nella seconda serata di NXT The Great American Bash, i Breezango e Drake Maverick vennero sconfitti dal Legado del Fantasma (Joaquin Wilde, Raul Mendoza e Santos Escobar). Il 22 agosto, nel Pre-show di NXT TakeOver: XXX, i Breezango vinsero un Triple Threat Tag Team match che comprendeva anche Danny Burch e Oney Lorcan e Joaquin Wilde e Raul Mendoza del Legado del Fantasma, diventando i contendenti n°1 all'NXT Tag Team Championship. Nella puntata di NXT del 26 agosto i Breezango sconfissero Fabian Aichner e Marcel Barthel dell'Imperium conquistando così l'NXT Tag Team Championship per la prima volta. Nella puntata speciale NXT Super Tuesday del 1º settembre i Breezango e Isaiah "Swerve" Scott sconfissero il Legado del Fantasma in un Six-man Street Fight. Nella puntata di NXT del 16 agosto i Breezango difesero con successo i titoli contro Fabian Aichner e Marcel Barthel dell'Imperium. Nella puntata di NXT del 21 ottobre i Breezango persero i titoli contro Danny Burch e Oney Lorcan a causa dell'intervento di Pat McAfee dopo 56 giorni di regno. Nella puntata di NXT dell'11 novembre i Breezango hanno affrontarono nuovamente Burch e Lorcan per l'NXT Tag Team Championship ma vennero sconfitti. Nella puntata di NXT del 13 gennaio 2021 i Breezango vennero sconfitti dall'Undisputed Era (Adam Cole e Roderick Strong) negli ottavi di finale del Dusty Rhodes Tag Team Classic. Successivamente, l'8 aprile, durante il Pre-show della seconda serata di NXT TakeOver: Stand & Deliver, i Breezango vennero sconfitti da Drake Maverick e Killian Dain in un match che avrebbe garantito una title shot ai titoli di coppia di NXT.
Il 25 giugno i Breezango vennero rilasciati dalla WWE.

## Nel wrestling

### Mosse finali dei singoli wrestler
- Fandango
  - Falcon Arrow (Sitout suplex slam)
  - Last Dance (Diving leg drop)
- Tyler Breeze
  - Unprettier (Double underhook reverse facebuster)

### Soprannomi
- "The Fashion Police"
- "WWE's Most Gorgeous Tag Team"
- "Deputy Dango" – Fandango
- "The Master of Disguise" – Breeze

### Musiche d'ingresso
- Breezango dei CFO$ feat. Tyler Breeze e Jim Johnston (2016–2019; 2020–2021)
- Break Boogie dei CFO$ (2019–2020)

## Titoli e riconoscimenti
- Pro Wrestling Illustrated
  - 193° tra i 500 migliori wrestler singoli nella PWI 500 (2017) – Fandango
  - 195° tra i 500 migliori wrestler singoli nella PWI 500 (2017) – Breeze
- WWE
  - NXT Tag Team Championship (1)